# Веркен, Эмиль
Эмиль Веркен (нидерл. Émile Vercken, 9 февраля 1903, Бахмут, Екатеринославская губерния — неизвестно) — бельгийский легкоатлет, выступавший в беге на короткие и средние дистанции, и хоккеист (хоккей на траве), полевой игрок. Участник летних Олимпийских игр 1928 года.

## Биография
Эмиль Веркен родился 22 февраля 1903 года в городе Бахмут Екатеринославской губернии.
Играл в хоккей на траве за «Льеж».
В 1928 году вошёл в состав сборной Бельгии по хоккею на траве на летних Олимпийских играх в Амстердаме, занявшей 4-е место. Играл в поле, провёл 1 матч, забил 1 мяч в ворота сборной Швейцарии.
Также выступал на Олимпиаде в лёгкой атлетике. Сборная Бельгии, за которую также выступали Филипп Куньяртс, Франсуа Принсен и Эмиль Лангенрадт, в эстафете 4х400 метров заняла последнее, 5-е место в полуфинале. Также был заявлен в беге на 400 метров и эстафете 4х100 метров, но не вышел на старт.
О дальнейшей жизни данных нет.

## Личный рекорд
- Бег на 400 метров — 50,2 (1926)[1]